# 反應時間
反應時間，也叫响应时间，指的是一個系統或是一個電路元件從接收輸入控制訊號到輸出處理結果之間，所需花費的時間。

## 液晶顯示器
對液晶顯示器(LCD)而言，反應時間的計算方式是一個像素從暗轉亮再從亮轉暗的時間之總合，單位是毫秒(ms)，數字越小越好，如果反應不夠快則容易有殘影情形出現。一般而言，反應速度最佳的是CRT，其次是PDP，LCD為最差(早期的較慢)。
今日一般LCD產品型錄上所寫的反應時間，多是由黑（最暗）轉白（最亮）與由白轉黑兩項表現的平均值，例如由黑轉白為3.6ms，由白轉黑為2.3ms，平均的結果約3.0ms，則產品型錄上就會寫：反應時間3ms。所謂的「最暗」與「最亮」，其實是指每個像素的每個原色（紅綠藍其中一個）。以一個紅原色像素來說，「最紅」即是「最亮」，「最不紅」即是「最暗」。
除了「最暗轉最亮」與「最亮轉最暗」外，其實還有各個灰階之間的變化。以8-bit色階而言，最亮到最暗共有256個刻度，0為最暗，255為最亮（最紅、最綠、或最藍），假如今日是從「灰階值為5的藍」轉成「灰階值為120的藍」，則稱為灰階到灰階(Gray-To-Gray, GTG)的轉變。
事實上，GTG正是LCD的弱點之一。「最暗轉最亮」與「最亮轉最暗」的反應速度都還算快，真正反應緩慢的就在GTG上，但GTG才是真正顯示時最常用的，發生機率遠多於上述「最暗轉最亮」及「最亮轉最暗」情況。因此假設最暗亮互轉（也稱為on/off，即是液晶扭轉與不扭轉的極()化）的平均反應時間為25ms(毫秒)，則GTG多半會超過80ms，而on/off為16ms時，GTG也往往會超過60ms。如何有效縮短GTG的反應時間，在設計LCD時相當重要。消費者購買LCD時，也需注意型錄上的反應時間到底所指為何。
另外，8-bit色階只是基本規格，更高品質的顯示已增至10-bit、12-bit。如此一來，灰階的細膩程度大增，也就更加考驗液晶扭轉的反應時間。
事實上，GTG的反應時間，在2004年的液晶電視面版，就已經進步到16ms以內，時至2007年，在各種尺寸的面版，GTG的反應時間都在8ms以內了。